# Парестезія
Парестезія (грец. παραίσθησις, відчуття біля чогось) — це відчуття поколювання, лоскоту, печіння шкіри людини без видимого фізичного подразнення. Прояви парестезії можуть бути тимчасовими або хронічними.
Найвідоміший вид парестезії — це відчуття «поколювання голками» або «засинання кінцівки». Менш відомими та рідкими, але важливими є парестезії з відчуттями «повзання мурашок», «повзання жучків» під шкірою.

## Причини

### Тимчасові
Парестезії рук і ніг є загальними, тимчасовими симптомами. Найкоротший тип парестезії — «електричний удар» — може бути викликаний ударом ліктьового нерву. Короткочасні парестезії, подібні до цієї, можуть відчуватись, коли подразнений будь-який інший нерв. У старшій віковій групі спінальні порушення (порушення спинного мозку) можуть давати парестезії на короткий час, коли голова або тіло повертаються, зігнуті або розміщені в незвичних позиціях (симптом Лермітта). Найбільш поширеною, повсякденною причиною є тимчасове обмеження нервових імпульсів до області нервів, зазвичай викликані незручними нахилами або «засиджуванням» частин тіла. Інші причини включають в себе такі умови, як синдром гіпервентиляції і синдром панічних атак. Вірус вітряної віспи (оперізувальний лишай) також помітно може викликати повторювані болі і поколювання в шкірі або тканині уздовж шляху поширення цього нерва, зазвичай згідно з дерматомними картами нервів.
Іншими поширеними прикладами є стискування нерва в місці його проходження під шкірою, що пригнічує або стимулює його функції. Зняття тиску зазвичай призводить до поступового полегшення парестезії.

### Хронічні
Хронічні парестезії вказують на проблеми з функціонуванням нейронів або поганий кровообіг.
У літніх осіб парестезії часто є результатом поганої циркуляції в кінцівках (наприклад, при хворобах периферичних судин), що найчастіше викликано атеросклерозом, накопиченням атеросклеротичних бляшок в стінках артерій протягом багатьох десятиліть, звуження судин. Без належного кровопостачання поживних речовин нервові клітини вже не можуть адекватно передавати сигнали в мозок. Парестезії можуть бути симптомом дефіциту вітамінів та недоїдання, порушення обміну речовин, наприклад, діабету, гіпотиреозу і гіпопаратиреозу. В рідкісних випадках парестезії можуть бути симптомом отруєння ртуттю.
Безпосередні враження самих нервів, об'єднані в групу нейропатій, що часто самі є наслідками вражень інфекційними факторами (наприклад, хвороба Лайма), також можуть бути причиною парастезій. Парестезії можуть виникати як побічний ефект при хіміотерапії раку. Хронічні парестезії можуть бути симптомами досить серйозних станів, наприклад, транзиторної ішемічної атаки і/або автоімунних патологій, таких як системна склеродермія чи системний червоний вовчак. Парестезії можуть відчуватись як наслідок пошкоджень ЦНС в людей, які перенесли інсульт ти черепно-мозкові травми.

### Стоматологія
Так звана «постійна анестезія» є станом, коли знечулення замінюється поколюванням, як при зникнення анестезії, коли строк дії знеболення зник. Потенційні причини включають травми оболонки нерва під час введення ін'єкції, крововилив біля нерва, тип використовуваного анестетика, або введення анестетика забрудненого алкоголем або стерилізуючим розчином.

### Акропарестезія
Акропарестезія — це сильний біль у кінцівках, який може бути викликаний хворобою Фабрі, різновидом сфінголіпідозу.
Це також може бути ознакою гіпокальціємії.

## Діагностика
Дослідження провідності нерва зазвичай інформативне для постановки діагнозу. Для виключення ролі ЦНС використовують КТ.

## Лікування
Лікування основної хвороби, симптоматично — імуносупресори, такі як преднізолон, внутрішньовенне введення імуноглобуліну, протисудомні препарати, противірусні препарати, в залежності від першопричин.
В додаток до лікування самої основної хвороби, може використовуватись аплікаційна анестезія в вигляді кремів, які містять, наприклад, лідокаїн. Тимчасовий ефект пригнічення парестезій в хворих з травмами мозку або в тих, які перенесли інсульт дає баклофен. 
Парестезії, спричинені вірусом простого герпесу, лікуються шляхом лікування самої хвороби противірусними препаратами.